# Edmundo Arias
Edmundo Dante Arias Valencia (Tuluá, Valle del Cauca, 5 de noviembre de 1925-Medellín, 28 de enero de 1993) fue un multiinstrumentista y compositor de música colombiana –destacado en el género de la cumbia–, creador de piezas musicales, difundidas principalmente a través de su grupo musical, la Orquesta de Edmundo Arias.

## Biografía
Nació en Tuluá, Valle del Cauca, el 5 de diciembre de 1925, siendo hijo de Joaquín Arias Cardoza quién fue compositor, intérprete y director de bandas; de él adquirió su formación musical.
Edmundo aprendió a manejar diversos instrumentos como la bandola, el tiple, la guitarra, el contrabajo y el clarinete.
Es reconocido por su afinidad y dedicación a la música tropical, y con ello la dirección de orquestas de este tipo como lo fueron la Sonora Cabecenida, la Orquesta de Edmundo Arias, entre otras, y además a  la composición en general de varios géneros musicales entre ellos la cumbia, el porro, la gaita, el bolero.
De 67 años de edad, falleció en el Hospital Universitario San Vicente de Paúl de la ciudad de Medellín, a causa de una uremia sobreviniente a un procedimiento de vesícula biliar.

## Principales composiciones
- Al compás de las polleras, cumbia
- Algo se me va
- Alma quibdoseña
- Amparito
- Ave pa' vé
- Consuelito
- Cumbia candelosa
- Cumbia del Caribe
- Diciembre azul, gaita
- El chontaduro, currulao
- El mecánico, porro
- Evocación, bolero
- Fiestas, fox
- Güepa... jé, cumbia
- Juanita bonita
- La luna y el pescador, cumbia
- La mano pelua, currulao
- Las cosas de la vida
- Las diez velas
- Ligia, gaita
- Me da lo mismo
- Me da risa
- Merecumbé de las flores, merecumbé
- Nubia, gaita
- Orlandito, porro
- Porro sabrosito
- Que te pasa
- Si hoy fuera ayer, bolero
- Silvia
- Te invito a bailar
- Triste Navidad
- Úntale picante
- Victoria, gaita

## Edmundo Arias y su orquesta
Álbum

| Su mundo de cumbias |                             |          |  |
| N.º                 | Título                      | Duración |  |
| 1.                  | «Guepa Je»                  | 2:45     |  |
| 2.                  | «Al compás de las polleras» | 2:39     |  |
| 3.                  | «Ligia»                     | 2:09     |  |
| 4.                  | «Ave Pa've'»                | 2:01     |  |
| 5.                  | «Cumbia del Caribe»         | 3:01     |  |
| 6.                  | «Te invito a bailar»        | 2:37     |  |
| 7.                  | «Untale picante»            | 2:21     |  |
| 8.                  | «La luna y el pescador»     | 3:06     |  |
| 9.                  | «Diciembre azul»            | 2:02     |  |
| 10.                 | «Algo se me va»             | 2:51     |  |

## Composiciones destacadas
Entre tantas composiciones, tenemos “Cumbias del Caribe”, “Algo se me va”, “Juanita bonita”, “Las cosas de la vida”, “Güepa je”, “Ligia”, “Cumbia candelosa”, “Diciembre azul”, “La luna y el pescador”, “Al Compás De Las Polleras”, “Triste navidad”, y  boleros como “Si hoy fuera ayer”, interpretada por Alci Acosta, entre otras.

## Feria de Cali
La primera edición de la feria se realizó en 1958 y la primera canción ganadora de la Feria de Cali, fue “(La cruz de) Palo bonito” del compositor dominicano Ricardo Rico, interpretada por la orquesta de Edmundo Arias, con la voz de la argentina Lita Nelson (Manuelita Fernández Nelson). Edmundo Arias y su orquesta, fuera del tema éxito popular “Palo bonito”, grabó con Lita Nelson originaria de San Antonio Oeste (provincia de Río Negro) otros temas destacadas, como “Algo se me va” de los compositores Francisco Yoni y Edmundo Arias, y “Tengo una debilidad” del compositor Don Fabián (Domingo Fabiano, argentino).